# 莱斯科瓦茨
莱斯科瓦茨（塞尔维亚语：／，發音：[lěskoʋats]；土耳其语：Leskofça）是位于塞尔维亚南部的一个城市。是雅布兰尼卡州首府。莱斯科瓦茨是一座以纺织业为主的城市，曾有“小曼彻斯特”之称。在19世紀，萊斯科瓦茨曾是東歐最大的紡織業都市。在二战和科索沃战争中，莱斯科瓦茨都曾遭遇轰炸破坏。萊斯科瓦茨在也是重要的交通據點。附近自然保存良好。因而有眾多珍稀植物生活在萊斯科瓦茨。萊斯科瓦茨也設有廢棄物品回收設施。在19世紀末期，這裡的紡織業開始發展。市區附近有著美麗的自然風景。這裡的生物也極具多樣性。莱斯科瓦茨也每年有狂歡節。